# Salto (kommunhuvudort i Argentina)
Salto är en kommunhuvudort i Argentina.   Den ligger i provinsen Buenos Aires, i den centrala delen av landet, 180 km väster om huvudstaden Buenos Aires. Salto ligger 55 meter över havet och antalet invånare är 32 653.
Terrängen runt Salto är mycket platt.
Trakten runt Salto består till största delen av jordbruksmark. Runt Salto är det glesbefolkat, med 19 invånare per kvadratkilometer.